# Ivar Svedberg
Johan Fritiof Ivar Svedberg, född 31 oktober 1866 i Göteborg, död 9 december 1949, var en svensk ingenjör och industriman.
Efter avgångsexamen vid Chalmers tekniska läroanstalt 1886 tjänstgjorde Svedberg som ritare vid Göteborgs Mekaniska Verkstad och begav sig 1887 till USA, där han innehade anställning som konstruktör vid S.A. Woods Machine Company i Boston, Massachusetts, The Pond Machine Tool Company och Niles Tool Works i Hamilton, Ohio. 
År 1890 anställdes Svedberg som biträdande gruvingenjör vid Billesholm, blev 1893 gruvföreståndare där samt 1895 chefsingenjör vid samtliga Billesholm-Bjuvs AB:s verk vid Billesholm och Bjuv. Åren 1902–28 var han överingenjör vid Höganäs-Billesholms AB:s, Skromberga bolags samt Skånska Kolbrytnings AB:s samtliga gruvanläggningar i Höganäs, Billesholm, Bjuv, Skromberga, Hyllinge, Stabbarp och andra ställen i Skåne. 
Förutom det banbrytande och framgångsrika arbete, som Svedberg utförde till fromma för den svenska stenkolsdriften, utförde han bland annat omfattande arbeten för LKAB samt ett flertal utredningar för gruvor i Sverige och Ryssland. År 1895 konstruerade han Salomon August Andrées ballonghus vid Spetsbergen. 
Svedberg innehade en mängd förtroendeuppdrag; han var bland annat styrelseledamot i Skånska Kolbrytnings AB från dess bildande 1898, flerårig styrelseledamot och 1914–16 vice ordförande i Svenska Teknologföreningen, ordförande i Tekniska föreningen i Helsingborg 1906–10 och i Skånska Ingenjörsklubben 1912, sekreterare i länets kommitté  för Baltiska utställningen 1914, svensk vice president vid Baltiska ingenjörskongressen 1914, vars initiativtagare han var, fullmäktig i Svenska pansarbåtsföreningen samt var 1910–18 ledamot av Malmöhus läns landsting. Han valdes av detta 1914 till ledamot av Första kammaren, men avsade sig uppdraget. 
Svedberg publicerade ett stort antal tidskriftsuppsatser och föredrag i tekniska och sociala ämnen. Han blev 1918 filosofie hedersdoktor vid Lunds universitet, samma år ledamot av Fysiografiska sällskapet i Lund och 1920 ledamot av Ingenjörsvetenskapsakademien.